# Walter Devereux (Ritter, † 1402)
Sir Walter Devereux († 25. Juni 1402) war ein englischer Ritter und Politiker.

## Herkunft, Jugend und Heirat
Walter Devereux entstammte einer alten anglonormannischen Familie der Gentry aus Herefordshire. Er war ein Sohn seines gleichnamigen Vaters Walter Devereux und dessen Frau Maud. Sein Vater war ein Vasall der Bohuns, der Earls of Hereford. Nach dem Tod seines Vaters um 1376 erbte Devereux das Gut von Bodenham. Vielleicht durch die Beziehungen seines Verwandten und mutmaßlichen Onkels John Devereux, einem Mitglied des Regentschaftsrats für den minderjährigen König Richard II., kam der junge Walter als Esquire in den königlichen Haushalt. Am 8. Februar 1382 wurde er zum Constable von Builth Castle in Westwales ernannt, dessen Besitzer Roger Mortimer, 4. Earl of March noch minderjährig war.
Vor November 1382 heiratete Devereux die junge Agnes Crophill (1371–1436), die elfjährige Tochter von Sir John Crophill. Durch die Heirat erhielt er das Gut von Newbold Verdon in Leicestershire. Als im Juni 1383 sein Schwiegervater starb, wurde seine Frau als einzige Tochter Erbin ihres Vaters. Abgesehen vom Wittum seiner Schwiegermutter wurde Devereux zunächst Verwalter der Güter seines Schwiegervaters. Im September 1385 wurde seine Frau für volljährig erklärt, worauf Devereux endgültig die Güter Crophills einschließlich des Wittums seiner inzwischen verstorbenen Schwiegermutter erhielt. Dazu gehörten Sutton Bonnington und weiterer Ländereien bei Arnold in Nottinghamshire, die Güter von Cotesbach, Braunston und Hemington in Leicestershire, Besitzungen bei Market Rasen in Lincolnshire sowie das Gut von Weobley in Herefordshire. Das Gut von Weobley wurde Devereux neuer Hauptwohnsitz.

## Leben
Devereux übernahm verschiedene Ämter wie das eines Friedensrichters in Herefordshire, gehörte jedoch weiter zum Haushalt von Richard II. Im Sommer 1385 nahm er am Feldzug des Königs nach Schottland teil. Als es jedoch 1387 zur politischen Krise kam, unterstützte Devereux nicht den König, sondern die Lords Appellant. Im März 1388 wurde er von diesen beauftragt, die Loyalitätseide der Vertreter von Herefordshire entgegenzunehmen. Vermutlich wurde er in seiner Haltung von seinem Verwandten John Devereux beeinflusst, der zu den wichtigsten Unterstützern der Lords Appellant gehörte.
Ob Devereux danach weiter am Hofe blieb, ist unklar. Vor 1391 war er zum Ritter geschlagen worden. Im September 1394 gehörte er zum Heer, mit dem Richard II. nach Irland zog. Über die nächsten Jahre, als der König 1397 gegen die ehemaligen Lords Appellant vorging und schließlich 1399 von Henry Bolingbroke gestürzt wurde, ist kaum etwas bekannt. Nachdem Bolingbroke als Heinrich IV. neuer König geworden war, wurde Devereux 1401 erneut Friedensrichter und nahm 1401 als Knight of the Shire am Parlament teil. Vom 16. Mai bis zum 8. November 1401 diente er als Sheriff von Herefordshire. Um diese Zeit hatte in Wales die Rebellion von Owain Glyndŵr begonnen, und im Mai 1401 gehörte Devereux zum Aufgebot, das das von den Rebellen bedrohte Abergavenny Castle entsetzte. Im folgenden Jahr gehörte Devereux zu dem englischen Heer, das unter Sir Edmund Mortimer einen Angriff der Rebellen auf Radnorshire abwehren sollte. Dabei wurde er in der Schlacht von Bryn Glas tödlich verwundet und starb drei Tage später.
Mit seiner Frau Agnes hatte er mindestens einen Sohn und eine Tochter. Sein Erbe wurde sein Sohn Walter Devereux (um 1387–1420). Seine Witwe heiratete nach seinem Tod zunächst John Parr und schließlich in dritter Ehe John Merbury.